# Teucrium luteum
Teucrium luteum là một loài thực vật có hoa trong họ Hoa môi. Loài này được (Mill.) Degen miêu tả khoa học đầu tiên năm 1937.